# Belvederer Allee 48

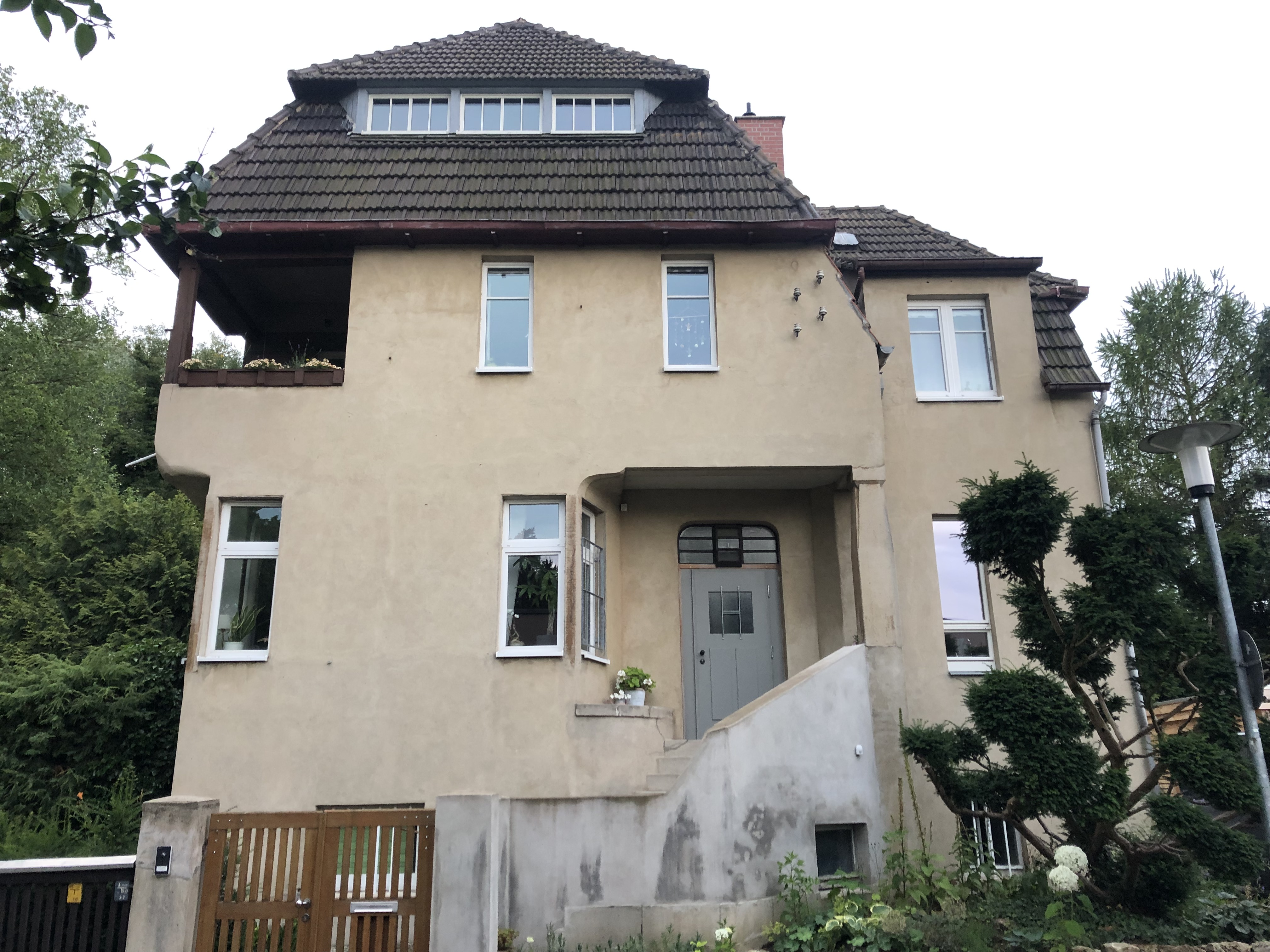
Belvederer Allee 48

Das Haus Belvederer Allee 48 in Weimar ist das Wohnhaus von Paul Undeutsch, des ehemaligen Chefarchitekten von Henry van de Velde.

## Geschichte
Undeutsch entwarf dieses mehrgeschossige Wohnhaus für sich und seine Familie. Der unorthodoxe Baukörper zeigt den Einfluss van de Veldes, dessen Wohnhaus Haus Hohe Pappeln sich hierbei leicht als Vergleich hinzuziehen lässt. Undeutsch als eigener Auftraggeber ließ das Gebäude 1912/13 errichten. Der Eckbau zur Albert-Kuntz-Straße Bau durch seine Größe und durch seine Anbauten städtebaulich exponiert. Auffallend ist der große klinkergemauerte Schildgiebel der großen Mansarde, die das Mansardwalmdach durchbricht. Der Einfluss van de Veldes ist auch in der Innengestaltung des Hauses ablesbar. Zeitweise wohnten in diesem Haus Theo van Doesburg und Nelly van Doesburg.
Das Gebäude steht unter Denkmalschutz.